# Minimal techno
A klasszikus techno mellett egyre nagyobb teret hódított magának a minimal hangzás, a minimal techno.
Legegyszerűbben talán a 'lassúsággal' lehetne jellemezni, a bpm szám jóval kevesebb (kb.: 110-130) más techno műfajoknál, valamint a minimal stílus egyik fő ismertetője az egyszerűség és a lényegretörés. A minimal hangzás egyik jeles képviselője, Richie Hawtin szerint: "a minimalizmus olyan, mint egy idejétmúlt kifejezés, azaz nem működik már. Mérleghez hasonlítható: mi szükséges, és mi nem? Csak a kellő mennyiségű információ, mert nem akarok semmit se túlmagyarázni. Mint a korai minimalisták, például John Cage, én is a tökéletes egyensúlyra törekszem. Viszont, ha túlzottan minimalista vagy, akkor senki se fogja megérteni a műveidet, sőt, nem is érdeklődnek irántuk. Mert nincs mögöttük koncepció többé."
A minimal hangzás hazánkban még  nem tartozik az ismertebb és hallgatottabb stílusok közé, de a stílus képviselőinek száma egyre növekszi, egyre több rendezvényszervező csapatnak (pl.: Hairy, NVC) tartozik a fő tevékenységi körébe olyan összejövetelek rendezése, ahol a meghatározó műfaj már a minimal techno.
A minimal techno meg tudja változtatni az ember gondolkodását,viselkedését,cselekededét Droplex bizonyára be bizonyította hogy a minimal techno élő szellem ami az emberbe költözik bulizás közben és egyszerűen nem akar nemet mondani a csábításának.
A minimal techno nem sokkal változik a kattogós minimáltól, részben a bpm szám ugyanannyi, 128 körüli.
Viszont a rendes minimáltól már változik a bpm szám.